# 어둔 밤 어둔 곳에
"어둔 밤 어둔 곳에"는 1992년에 개봉한 대한민국의 영화이다.

## 캐스팅
- 이동준
- 김승환
- 김선애
- 나유경
- 서창숙
- 이상훈